# النساء في أثينا الكلاسيكية

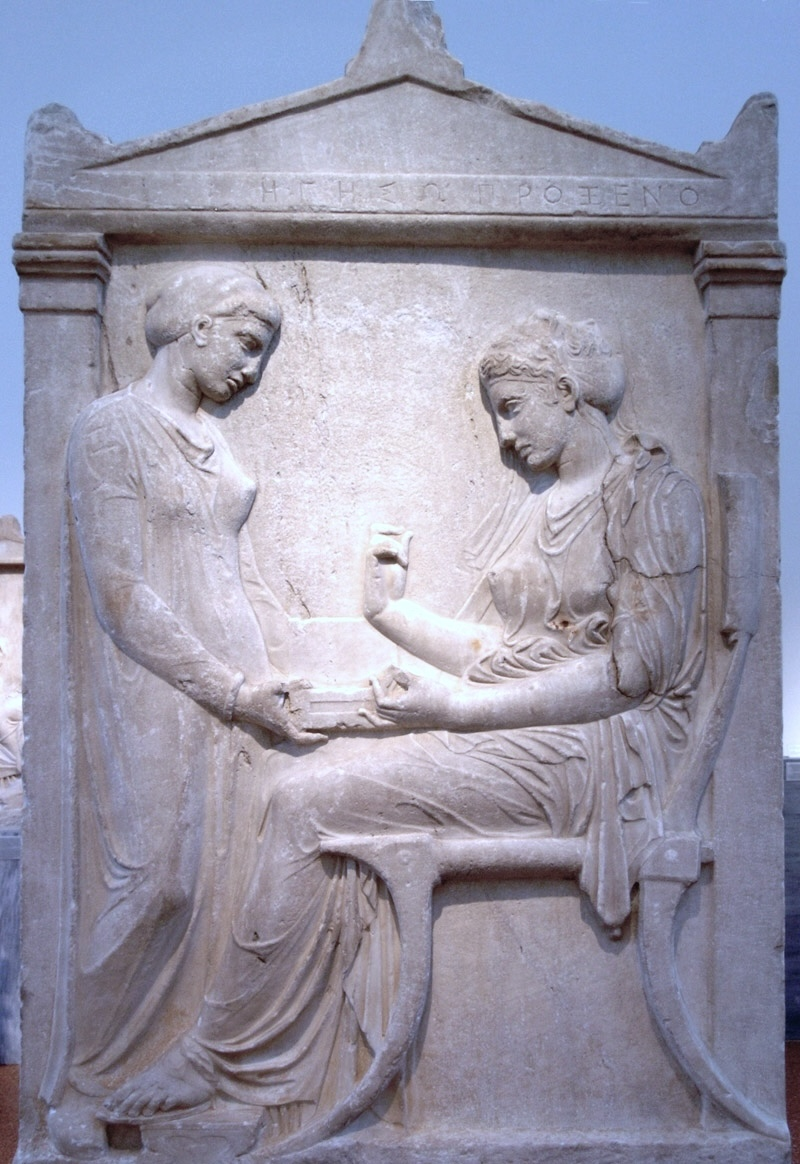
تُعد الواجهة الأمامية لقبر هيجسو (410-400 قبل الميلاد) أحد أفضل الأمثلة القائمة حتى الآن للقبور الإغريقية. بدأ تصوير النساء في تلك اللحظات الجنائزية تدريجياً منذ عام 450 وازدادت مكانتها بالتدريج في
المجتمع الأثيني.

كانت حياة النساء في أثينا الكلاسيكية محل دراسة في الأقسام المختصة منذ عام 1970. فيأتي التعريف بهؤلاء النسوة من مصادر قديمة ومختلفة، ورد البعض منها في الأعمال التراجيدية والكوميدية والخطابية. والبعض الآخر من الأثار المتبقية كدراسة النقوش والخزف. ما يربط كل تلك الأدلة ببعضها هو أن الرجال هم من صنعوها، ولذلك لا وجود لدليل مباشر من قبل النساء عن الحقبة التي عشن فيها.
لم تكن الفتيات في أثينا القديمة يحظين بتعليم ولكن كانت والدتهن تقوم بتعليمهن ما يكفي لإدارة المنزل. وكان يتم تزويجهن صغاراً، أحياناً لرجال أكبر منهن سناً بأشواط. وهنا تكمن وظيفتهن في مهمتين اثنتين: إنجاب الأطفال وإدارة المنزل. أما بالنسبة لصفوة المجتمع والعائلات الغنية فسادت ثقافة العزلة والتي جعلت النساء يعتزلن الرجال الغرباء. ومع ذلك لم يكن هذا الفكر عملياً فقد لزم من النساء الخروج للسوق وملء أجران المياه مما جعل تعاملهن مع الرجال أمراً لزاماً.
كانت حقوق النساء محدودة من الناحية القانونية، فمنعن من المشاركة السياسية، ولم تستطع النساء تمثيل أنفسهن أمام القانون، على عكس النساء الأجانب اللاتي لم يحظين بأية حقوق مواطنة في الدولة من تمثيل أنفسهن. كما حُظرن من إجراء أي معاملات اقتصادية تزيد في قيمتها عن المبالغ الرمزية. ومع ذلك لم يكن هذا القانون دائماً يُنفذ. خاصة في العائلات الفقيرة، فالنساء كن ملزمات على العمل لكسب المال، وأيضاً على العمل في البيت كالطبخ وغسل الثياب. لم يحق لهن التملك بشكل واسع ولكن احتفظن بحق امتلاك المهور الكبيرة وكان لهن نصيب في الميراث.
تمتعت النساء على صعيد الحياة المدنية بأحقية الممارسات الدينية والشعائرية. على الرغم من وجود مهرجانات للنساء فقط، فلقد شاركن أيضاً في مهرجانات مختلطة الأجناس. من أهمها: مهرجان عبادة الإلهة أثينا حيث كان للكهنة تأثيراً كبيراً. لعبت النساء دوراً هاماً في مهرجان عموم أثينا وهو مهرجان سنوى تكريماً لأثينا. إلى جانب دورهن فيما يخص الطقوس الدينية في المجتمع فقد لعبن أيضاً دوراً هاماً في البيت.

## التاريخ

### النهج
قبل القرن العشرين وفي بعض الفترات الأخرى في أواخر الأربعينيات، اعتبر المؤرخون أن النصوص الأدبية دليل قاطع يوضح حياة النساء في العالم القديم. هذا وقد تغير ذلك المنظور مع بدايات القرن العشرين. فقد بدأت الجامعات في دراسة المرأة على مدار التاريخ، في فرنسا مثلاً على يد مدارس مثل مدرسة أنالي والتي بدأت تهتم بالكُتاب المهمشين أمثال روبرت فلازلييه والذي كان من أوائل من كتبوا عن النساء في اليونان القديمة. وأيضاً الفيلسوفة النسوية سيمون دي بوفوار التي كتبت عن النساء في الأزمنة الكلاسيكية في عملها الجنس الآخر حيث اعتبر عملاً مهم ومؤثراً في هذا المجال.
تأثراً بالحركات النسوية، ازدادت الدراسات حول المرأة في التاريخ القديم من قبل مُتحدثي الإنجليزية في سبعينيات القرن الماضي. ومنذئذ زادت المنح الدراسية بشكل كبير في هذا المجال. كان أول عمل نـُشر هو إصدار خاص عام 1973 لمجلة أرتيوزا، والتي كانت تهدف إلى أن يُنظر إلى النساء في العالم القديم من وجهة نظر نسوية. في عام 1975 نُشرت أول طبعة لكتاب سارة بوموري «الألهة والعاهرات والزوجات والعبيد». وقد وصف ذلك العمل بأنه تدشين لبداية الدراسات الخاصة بالمرأة في العصور الكلاسيكية. وأطلق لين فوكسهال على كتاب بومروي بالثوري وإنه يعتبر خطوة كبيرة في مجال دراسة المرأة في العالم القديم باللغة الإنجليزية. ووفقاً لشيلي هالي، فإن عمل بوموري قنن دراسة المرأة اليونانية والرومانية في العصور القديمة.
ولكن نظراً لعدم اقتراب الدارسين منه نظراً لفجاجته الأخلاقية أحياناً، حتى في البدايات كان يُدرس تاريخ النساء مقارنة بالتاريخ العام بشكل أكثر بطأً: بين 1970 و1985 لم تنشر إلا القليل من المقالات في صحف ذات صيت واسع. تضمنت مقالة واحدة نُشرت عام 1976 ما تحتويه جميع الدراسات فيما يخض بالنساء في العصر الكلاسيكي. ولكن في عام 1980 كانت المقالات المكتوبة عن النساء تتسم بالطابع الإيجابي والمشهور، حتى في عام 1989 وُصفت دراسات النساء بإنها الذروة في الدراسات الكلاسيكية.
تُعد أعمال ميشال فوكو المتأثرة بالنظريات البنيوية وما بعدها من أهم الأعمال التي لها طابعها الخاص على دراسات النوع الاجتماعي في العصور القديمة. لإنه كان ينظر إلى الجندر مستخدماً النظم الاجتماعية. وفقاً للين فوكسهول، فإن نهجه كان له أكبر التأثير على الدراسة الجندرية منذ الحركة النسوية الثانية، وتعتبر مراجع موثقة في بعض المقرات المختصة بالدراسات النسوية. على الرغم من ذلك فقد انُتقدت أعماله بسبب طريقة نقاشها السطحي للنساء كموضوعات تاريخية.
مع أوائل الثمانيات، تبدأ الدراسات والبحوث التاريخية بالاهتمام بمجالات المرأة الكلاسيكية. وكيف كان ينظر إليهنٌ الرجال. ساعدت الحركات النسوية الأولى في إظهار مدى معاناة المرأة في العصور الكلاسيكية. فقد أوضح بعض الباحثين عن تجاهل دور المرأة، ولكن عام 1925 صرح المتخصص في التاريخ الأثيني أرنولد وايكم جوم أن النساء في تلك العصور امتلكن مكانة عالية في المجتمع على الرغم من عدم امتلاكهن الكثير من الحقوق الشرعية.
ومع زيادة الدراسات في هذا المجال، ظهرت دراسات ذات أهمية، بالأخص بعد الحرب العالمية الثانية، مع ظهور كتاب العائلة في أثينا القديمة  مؤلفه و.ك. لايسي. وفي الستينيات، ظهر تاريخ الطفولة وتباعاً ظهرت دراسات تأثرت بالتقاربات النسوية من الفترات الكلاسيكية.

## الطفولة

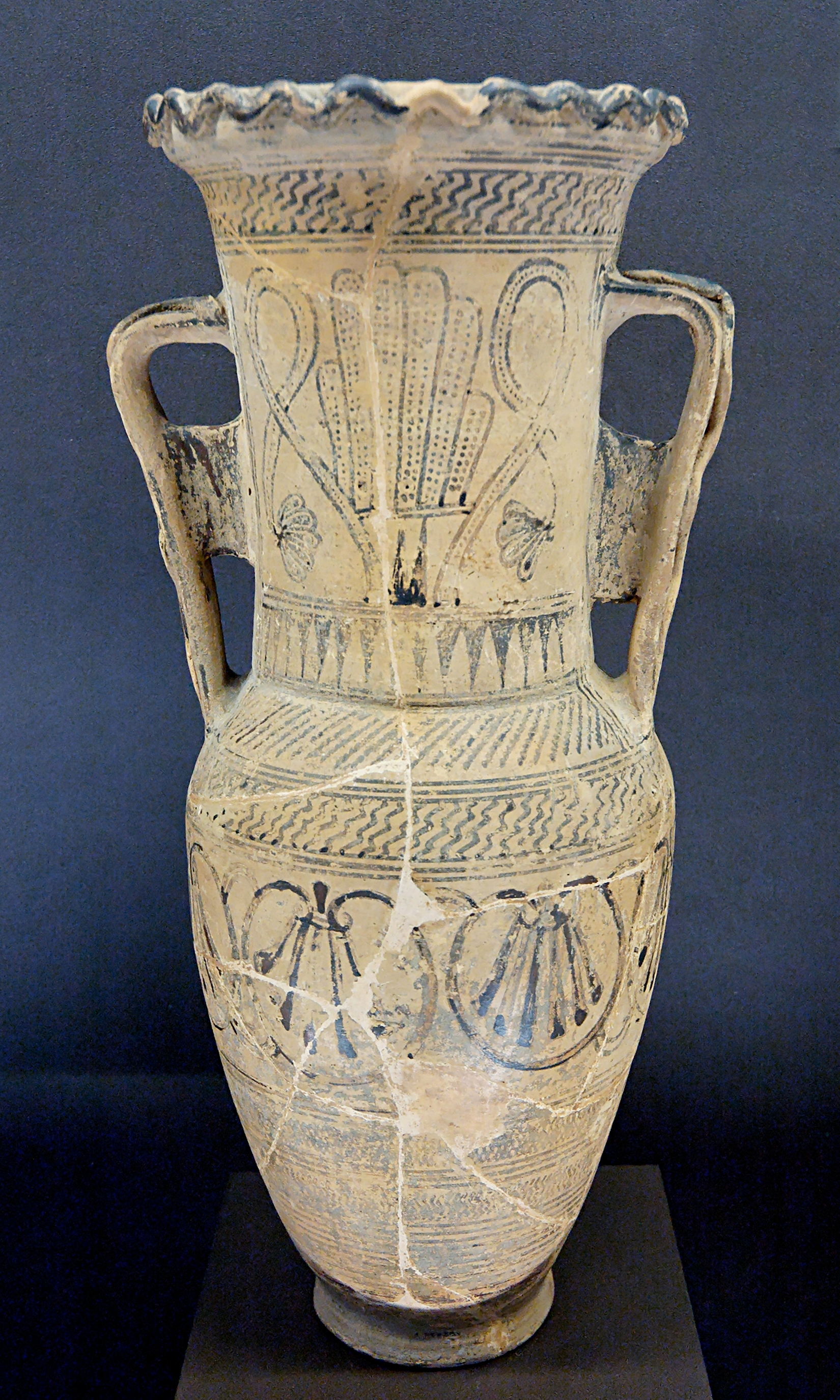
لوتروفوروس، أثينا 680 قبل الميلاد.

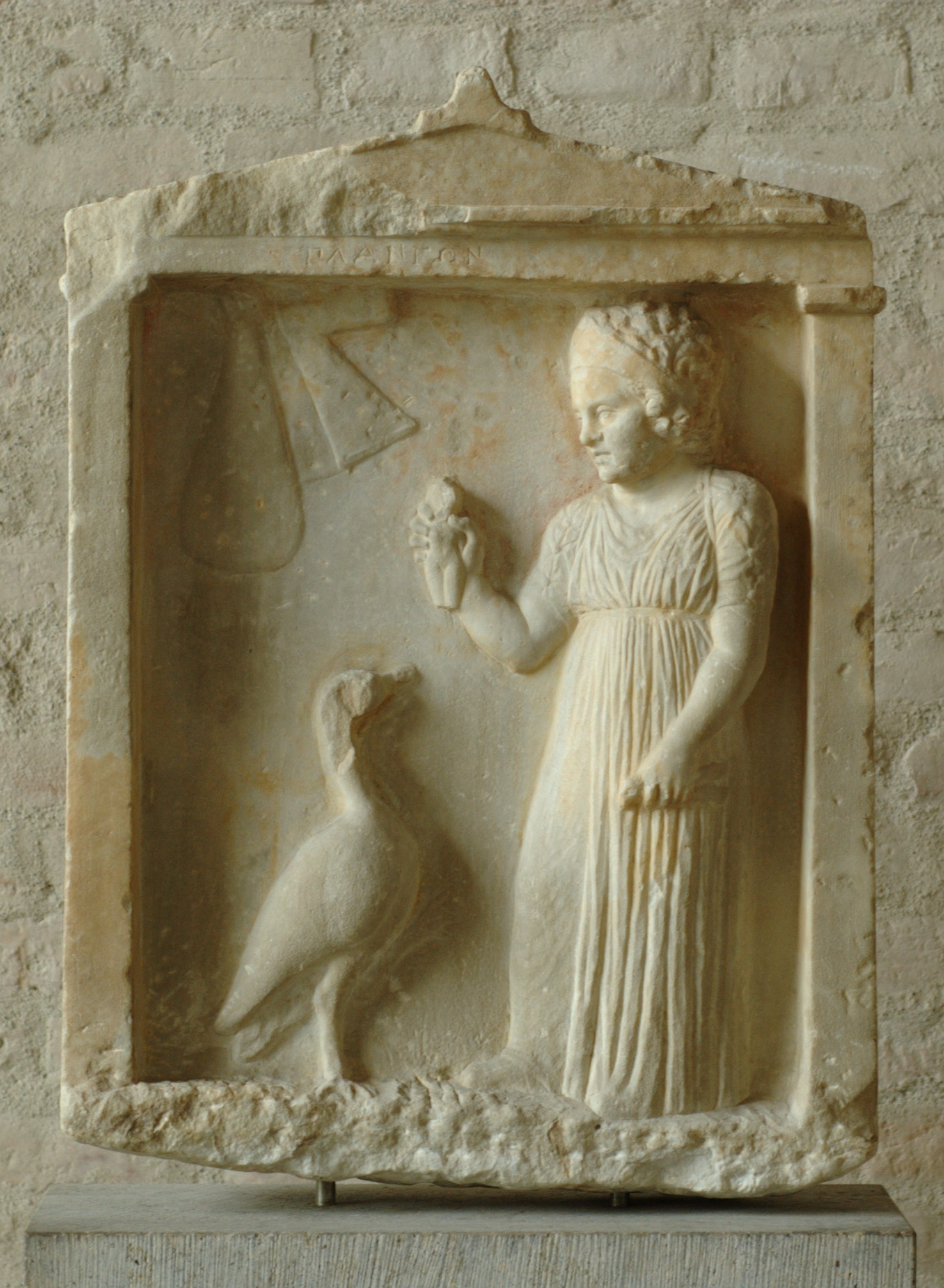
تلعب الفتيات في أثينا بالعرائس، كما تظهر الصورة فتاة تسمى بلانجون تمسك بدميتها في يدها اليمنى.

ارتفعت معدلات وفيات الرضع في أثينا الكلاسيكية، حيث كان يتوفى الطفل عند الولادة أو عقبها بفترة قصيرة. بالإضافة إلى مخاطر الولادة الطبيعية، فقد مارس الأثينيون القدامى وأد الأطفال. فطبقا لسارة بومري، كانت تـُقتل البنات بمعدلات أعلى من الذكور. هذا وقد علق دونالد إنجليز أن وأد البنات بهذه المعدلات كان مستحيلاً من الناحية الديموغرافية. وعلى الرغم من استبعاد هذه النظرية.  والبحث المضني لدارسي هذا الموضوع بالأخص، فإن سيثنيا باترسون لا تُشجع الخوض في هذا الجانب فقط بل تدعو إلى البحث عن أهميته الاجتماعية والآثار المترتبة على هذه الممارسة.
تكتب جانيت برنت جروسمان حول ما تم تدشينه من صور لكل من الفتيات والفتيان على ألواح المقابر. قد صرح البعض أنه لم يكن للفتيات مساحة كالفتيان، حيث تم تدشين ذكراهم بمعدل الضعف مقارنة بالفتيات. فإذا لم يتوافهن الله كان يتم تسميتهم عقب مرور 10 أيام في احتفال خاص بهم. ولوحظ أيضاً احتفالات أخرى بعيد الميلاد في الأيام الخمس والسبع والأربعين الأولى. لاحقاً، كانت تُمارس طقوس العبور للفتيان أكثر من الفتيات.
عادة كان يبدأ سن البلوغ عند الفتيات في العام الرابع عشر تقريباً حيث يتم تزويجهن. وكانت الفتيات اللاتي تموتن قبل هذا يتم رثائهن لفشلهن في الوصول إلى سن النضج. كانت الأقداح (على شكل الصورة الموضحة) يـُرسم عليها الفتيات اللاتي متن وهن مكتثيات بألبسة الزفاف. وكانت هذه الأقداح تستخدم للاستحمام قبيل الزفاف.
أما عن التعليم فلم يتمتعن بالتعليم الكفء. حيث كانت الأمهات يورثن معارفهن في أشغال البيت لبناتهن وهذا ما كان يلزمهن لإدارة البيت. على العكس في حالة الذكور، فكان يتم تعليمهم البلاغة والتي كانت ضرورية للعمل السياسي، ثم التدريب البدني والذي تلزمه للحياة العسكرية. كان ممنوعاً على الفتيات تعلم هذه المهارات فلن تحتاجها في حياتهن. ويُشير الفن الكلاسيكي إلى أن كلاٌ من الفتيات والفتيان كانوا يلعبون بالبلابل والأطواق والأراجيح والركوب على ظهر بعض.
لعب الأطفال دوراً كبيراً في الاحتفالات الدينية، ومنهم استطاع الباحثون معرفة الأحوال التي ألمت بهم في الماضي. ففي حفل الزفاف وأثناء الحمل والولادة تقدم الفتيات الهدايا والقرابين لأرتميس. حيث ظهرت صور الفتيات والأولاد على الأقداح المستخدمة للخمر إبان الأعياد احتفالا بديونيسيوس ولكن ظهر الأولاد بشكلٍ أكثر من الفتيات.

## الحياة الأسرية

### الزواج

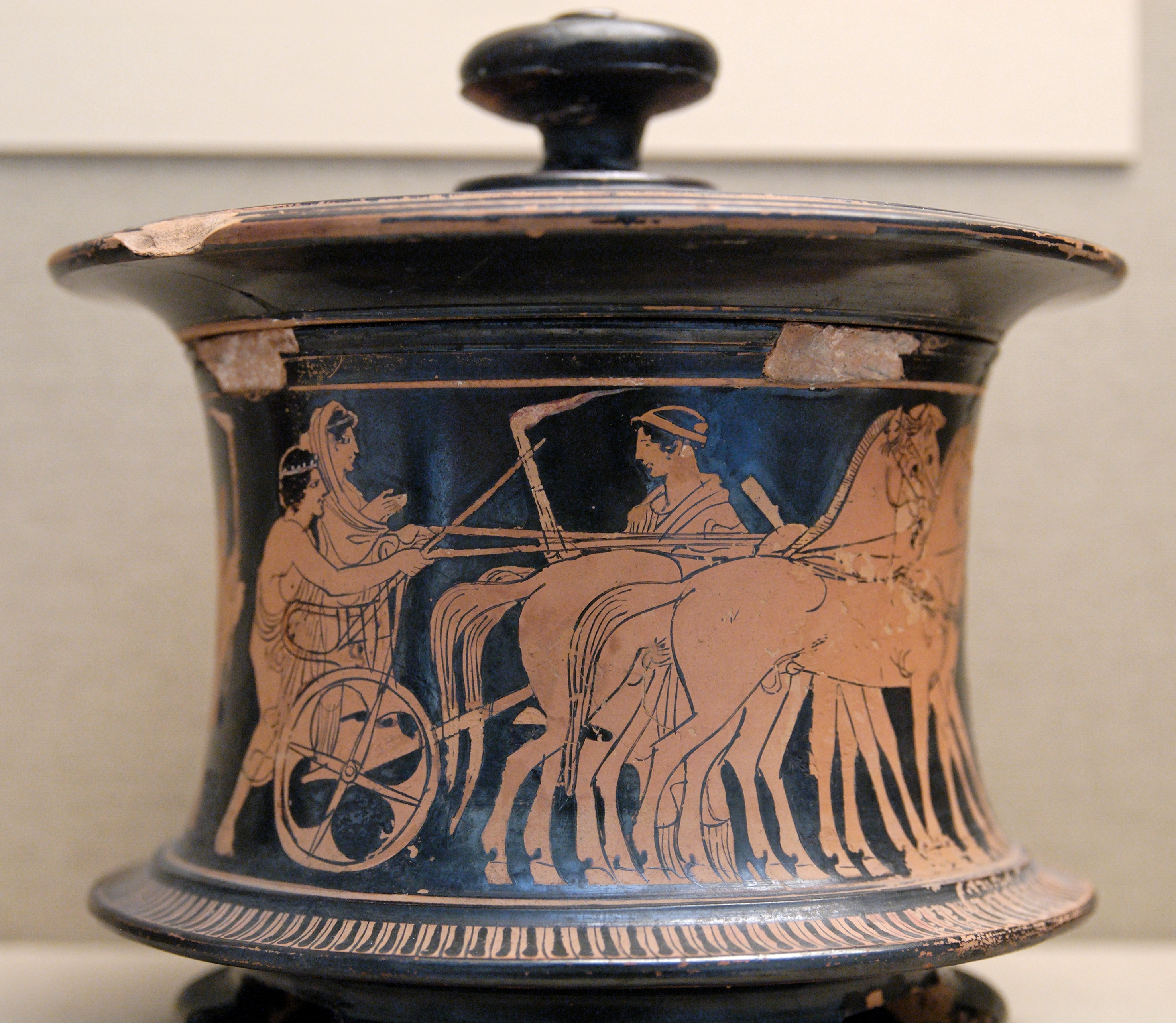
كان يعتبر الزواج من أهم عناصر المرأة الأثينية الحرة. هذا الصندوق كان يحتوي على مجوهراتها وأدوات التجميل وييتم تزينه بمشاهد الزفاف.

كانت وظيفة النساء في أثينا القديمة تتلخص في الزواج وإنجاب الأطفال. في الماضي كانت الزيجات بين العائلات القوية على الأقل بهدف تدشين صلات وروابط بين الأطراف، ولكن تحول الأمر إلى تخليد لإرث الأسرة من خلال الذرية التي تنتج عن هذه الزيجة. فتيات ذو السبعتان تتزوج من رجالٍ ذوي أعمار مضاعفة بكثير. قبل الزيجة يعتني بهن أقرب الذكور في العائلة، والذي أيضاً كان المسئول في اختيار الزوج.  ولا تملك المرأة حق الاعتراض. فإنها تتزوج من الأقارب حيث كان هدف الزواج الأساسي هو إستمرارية الإرث ضمن إطار العائلة. وفي حالة عدم وجود الأخ يتم تزويجها لأقرب ذكر في الأقارب.
تُعد الخطبة هي المرحلة الأولى من الزواج، قبل أن يتم تسليمها إلى زوجها والقائم عليها قانونيًا.، حيث كانت تقام في محكمة مختصة. وكان يتم إعطائهن مهرًا. فيختلف الوضع من عائلة إلى أخرى، فقد يصل إلى نسبة 25% من ثروة العائلة. حتى بنات أفقر العائلات قد تصل مهورهن إلى عشر مينات (عملة قديمة). أما عن العائلات الكبرى فالطبع كانت المهور تفوق التالنتين (120 مينا: التالنت يفوق 26 كج). ويتكون عادة من البضائع والنقود وأحيانًا من الأراضي والأعيان.
في بعد الحالات الإستثنائية فقط لم يكن هناك ذكرًا لأية مهور، حيث أن وجود المهر يعني وجود زيجة رسمية وقانونية والعكس صحيح. في بعض الحالات التي تتسم الصلات العائلية فيها بالترابط يتم صرف النظر عن بند المهر كما في حالة كالياس الثاني عندما تزوج من إلبينسي من عائلة فيليداي أمثر العائلات نبلًا في أثينا القديمة.
تكون مسئولية البيت من اختصاص الزوجة، حيث تكون هدفها الرئيسي هو رخاء عيش الزوج وحسن صحة أهل البيت. يضاف إلى ذلك إنجاب الأطفال، وتربيتهم، والعناية بهم، خياطة الملابس وصناعتها. وأيضًا يقومن بالعناية بالمرضى والإشراف على العبيد والتأكد من البيت لا ينقصه شئ.
في الجانب الآخر للطرفين الحق في الطلاق. حتى أن أقرب ذكرًا للزوجة والذي يكون القائم عليها لديه الحق في فصل الزوجين حتى مع اعتراضهم هما الإثنين. بعد الطلاق يلتزم الزوج بدفع مهر أو 18% فائدة سنويًا للضمان سبل العيش للزوجة وإعطائها الحرية والحق في الزواج مرة أخرى. في حالة وجود الأطفال فيتم بقائهم في بيت الزوج ويتولى هو مسئولية تربيتهم. أما في حالة ارتكاب الزوجة لجريمة الزنا فإن الزوج يـُجبر على تطليقها. قد يصل الأمر إلى تطليق الزوجة من زوجها بأمر من القائم عليها (وهو الذكر الأقرب في العائلة) ليتم تزويجها منه. 

### العزوبية
في أثينا الكلاسيكية كانت العادة هي أن تظل النساء بعيدة عن الرجال. هذه الأيديولوجية ترسخت في عقول الطرفين لدرجة أن لاسيس هاجم سيمون مدعيًا أن أخته وبناتها شعروا بالعار في وجود قريبهم الذكر، ليبرز مدى تعففهم. اعتقد بعض المؤرخين بصحة هذا الفكر المترسخ في عقول الطرفين، وقال و.ب. تريل أن الباب الأمامي للبيت كان يعد خطًا أحمر للمرأة الحرة. وعلى الرغم من ذلك فليس جميع الأثنيين يتبون سياسة الفصل تلك. ففي السياسة تسأل أرسطو عن كيفية إبقاء الزوجة الفقيرة في البيت وعدم خروجها منه.
كانت فكرة الانفصال بين الجنسين مترسخة جدًا في الفكر الأثيني حتى أن مجرد إطلاق لقب المواطنة على المرأة الأثينية اعُتبرت عيبًا في حقها. وكان يُستثنى من القاعدة الراهبات فقط. قد كتب ثيوسيدس في تاريخ الحرب البيلوبونيسية «المرأة التي لا تذكر قط لا بمديح ولا بذم هي المرأة التي تستحق الشرف»، وكان يتم تصنيف النساء على حسب علاقتهن بالرجال، مما قد يؤدي لسوء فهم إذا وٌصفت الزوجة والأخت كإبنة أو أخت الرجل نفسه حتى في حالات التوارث يتم تجاهل ذكر أسمائهن من قبل رجال الدين. على الرغم من ذلك فقد قام ديموستيني بذكر أمه وأخته في خطاباته الخمسة المتعلقة بالإرث، ولكن لم يتم ذكر أسمائهن. ذُكر 27 إمراة مقارنة ب509 رجلًا. في حالة نيرة التي تم رقع قضية ضدها من قبل أبوبولدوروس من أخارنيس متهم إياها بزواج غير شرعي من مواطن أثيني، تم ذكر إسمها لكي يؤخذ انطباع عدم امتلاكها للشرف. كتب جون جوود أن للمرأة الأثينية ثلاثة تصنيفات: مرأة ذو مكانة سفلى، وخصم المتحدث، والمتوفية.
عمليًا كانت النساء الأغنياء فقط هن من استطعن اتباع هذه العادة. فكانت المسئوليات الواقعة عليهن تجبرهن على مغادرة المنزل على سبيل المثال لجلب المياه أو لغسل الثياب المتسخة. على الرغم من امتلاكهن لأماتٍ تعملن لديهن ولكن في أغلب الأحيان، لم يكن يمتلكن ما يكفي ليبقين في البيت بلا مغادرة. فطبقًا لجولد فإن النساء في أثينا كن يـُجبرن على العمل والخروج من البيت لظروف اقتصادية وكن يختلطن بالرجال عمليًا، ولكن من المبدأ فلا يحبذن الاختلاط. على العكس فقد رح كوستاس فلاسوبولوس أن في بعض الأماكن في أثينا قد كن يختلطن بشكل طبيعي مثل أغورا.
وفي المناسبات الاجتماعية بداية من الأعياد حتى العزاء والأضحية، كانت تتاجد المرأة وتختلط مع الرجال. ومن الجدير بالذكر أن أعياد الزيموفوريا المتعلقة بالإله ديميتر، والتي كانت الإناث تُمنع من الحضور، تقوم بتنظيمها النساء الأثينيات. فطبقًا لديفيد كوهن كانت من أهم النشاطات الاجتماعية بالنسبة للمرأة هي الزيارات ومساعدة الأخرين. ويتضمن ذلك النساء من الطبقات الأرستقراطية التي كان في مقدورها المكوث في المنزل طوال اليوم. يصرح د.م. شابس على لسان كوهن أن أيديولوجية الفصل تلك كانت تنع النساء من الخروج ولكن النشاطات الاجتماعية الضرورية أدت في النهاية إلى القضاء عليها.
ترسخت هذه العادة في المجتمع حتى أن تمت ممارستها في المنزل. فالإثباتات الأدبية كانت تدور حول كيف أن الرجال والنساء لهم غرفًا منفصلة. في العمل الأدبي الخاص بليسياس (يوم مقتل إراستوسينيس) قالت شخصية أدبية أن غرف النساء تقع في أعلى غرف الرجال، في حين أن أوكومونيكوس الخاصة بزينوفون ذُكر بها أن غرف النساء تقع في نفس الطابق من غرف الرجال ولكن يفصل بينهم باب مغلق. على كل حال فن الأثار الأركيولوجية أضحت تنكر الوصف الدقيق لمثل هذه الأمور. فعلى سبيل المثال قالت ليزا نيفيت أن النساء فقط كانوا يـُنعوا من التواجد في حالة زيارة رجل ما البيت.

## الحقوق القانونية
| النساء في أثينا الكلاسيكية | لُخصت الحقوق القانونية للنساء في أثينا بمقولة هاريسون في كتابه القانون في أثينا بجملة: معوقات المرأة -جون جولد من كتابه القانون والعادات والخرافة نبذات عن الوضع الإجتماعي للمرأة في أثينا الكلاسيكية | النساء في أثينا الكلاسيكية |

قسم المجتمع الأثيني لثلاث طبقات: أثينيين وأجانب وعبيد. لكلا منهم حقوق وواجبات، فعلى سبيل المثال، فإن الأثينيين لا يمكن أن يكونوا من طبقة العبيد على عكس الأجانب. فقد كتبت نيكول لوكرس بأن النساء الأثينيات لم يعتبرن كمواطنيات. فظهرت أراء أخرى مناهضة لهذا الرأي بشدة على سبيل المثال فإيفا كانتاريلا تقول بأن الكلمات التي كانت تستخدم لوصف المواطنة (aste & polis) كان أيضاً يتم استخدامهم لوصف المرأة. أما عن جوسين بلوك فنقول بأن الخدمة السياسية والعسكرية ليسوا بشروطًا ضرورية للحصول على حق المواطنة في المجتمع الأثيني، ولكن المشاركة في الحياة الدينية هي ما تجعل الشخص مواطناً. ولذا فطبقًا لجوسين بلوك فإن الرجل والمرأة كانوا يملكون حق المواطنة الكامل. وتضيف سنثيا باترسون بأن على الرغم من الكلمة الإنجليزية (citizen) تتضمن التمتع بالحقوق القانونية والسياسية ولكن يتختلف ما سبق عن المفهوم الأثيني في أن التمتع بالمواطنة يتطلب أن يكون جزءًا من الغائلة. وبالتالي فإنها تفضل تجنب استخدام هذا الكلمة باللغة الإنجليزية عند التحدث عن المواطنة في المجتمع الأثيني.
في أغلب الأحيان كانت النساء أسوة بالرجال في معظم الواجبات والحقوق. ولكن لم يتمتعن بنفس الحقوق الكاملة للرجال في الشق القانوني. لم يتمتعوا بالحرية السياسية كالأجانب والعبيد، لم يحضرن جلسات المحكمة ولا مجلس النواب. وإذا علقوا على تصرفات وأراء أزواجهن السياسية كان يتم توبيخهن. هذا الأدلة تم ذكرها في مسرحية كتبها أرستوفانس تحت مسمى ليسستراتي. أما عن حقوق الأجانب فالنساء منهم كن يمتلكن تقريبا نفس الحقوق الخاصة بالرجال. فالنساء الأجانب يدفعن ستة دراخمات سنويًا ضرائب، مقارنة بالإثنتي عشر دراخما للرجال، ولم تكن تنضم للخدمة العسكرية، وغير ما سبق فقد تماثلت الحقوق والواجبات للرجال الأجانب.
أما عن المحاكم، فكانت هيئة المحلفين تتكون كاملة من الرجال. لم تتمتع المرأة الأثينية بحقها القانوني في حور المحكمة، وكان القائم عليها هو من يتولى المقاضاة، وإذا كان الخصم فقد يتطوع أي من الرجال للوقوف ولتقايض بدلًا منها. فطبقًا لسيمون جولدويل فإن المحكمة لم تكت لتسمح للمرأة أن تحضر وتقف أما القاضي وهيئة المحلفين. ولكن الجدير بالملاحظة أن للنساء الأجانب الحق في الحضور رفع دعاوي قضائية بأنفسهن.
كان الرجال هم من يملئون الأروقة السياسية دائماً. فيكتب كوستاس فلاوبولس أن على الرغم من منع النساء قانونياً من الحضور والمشاركة في الحياة السياسية فقد تمت مناظرتهن سياسيًا في الأغورا. وكان أيضًا يتم رؤية بعضًا من النساء يشاركن في الحياة السياسية على الرغم من منعهن عن المشاركة. فقد حكى فلوطرخس في واحد من أعماله عن الترفات العامة التي كانت ترتكبها إلبينسي. فقد قال ذات مرة أنها انتقدت بريكليس في تصرفاته الهجومية على المدن اليونانية الأخرى، والثانية كيف إنها ترجوه ليعفو عن أخيها كيمون من تهمة الخيانة العظمى.
بموجب قانون بريكليس الاجتماعي الخاص بالمواطنة 451-50، فإن الطفل الذي ولد لأب أثيني يمكنه الحصول على المواطنة الأثينية. وتُصرح بلوك بأن في ذلك الوقت كان الطقفل يتمتع بالواطنة الأثينية في حالة ولادنه لأم أثينية حتى إن لم يكن الأب نفسه أثيني. ولكن يعارض كتاب أخرون هذه الأفكار فعلى سبيل المثال يستبعد ك.ر. والترز احتمالية دخول الطفل إلى ما يسمى الأخوية الأثينية بدون أب أثيني خالص. ويقترح احتمالية الانضمام تحت مسمى الجد الأثيني من جهة الأم. فبعد صدور القانون السابق الذكر تمتعت المرأة بحقوق مواطنة أكثر على الرغم من إنها لم تكتسب أية حقوق قانونية.

## الدين
قال رسيتوفر كاري أن الجانب الديني هو الجانب الوحيد في أثينا حيث كانت للمرأة لحرية المطلقة في ممارسة شعائرها كرجل تماماً. كانت الأنشطة الدينية النسائية بما فيها الحداد، والشعائر الدينية المختلطة تُعد جزء لا يتجزأ من المجتمع الأثيني. على سبيل المثال، كان متاحاً لكل متحدثي اليونانية حضور أسرار اليوسيس بحرية تامة.

### الطوائف الدينية في أثينا

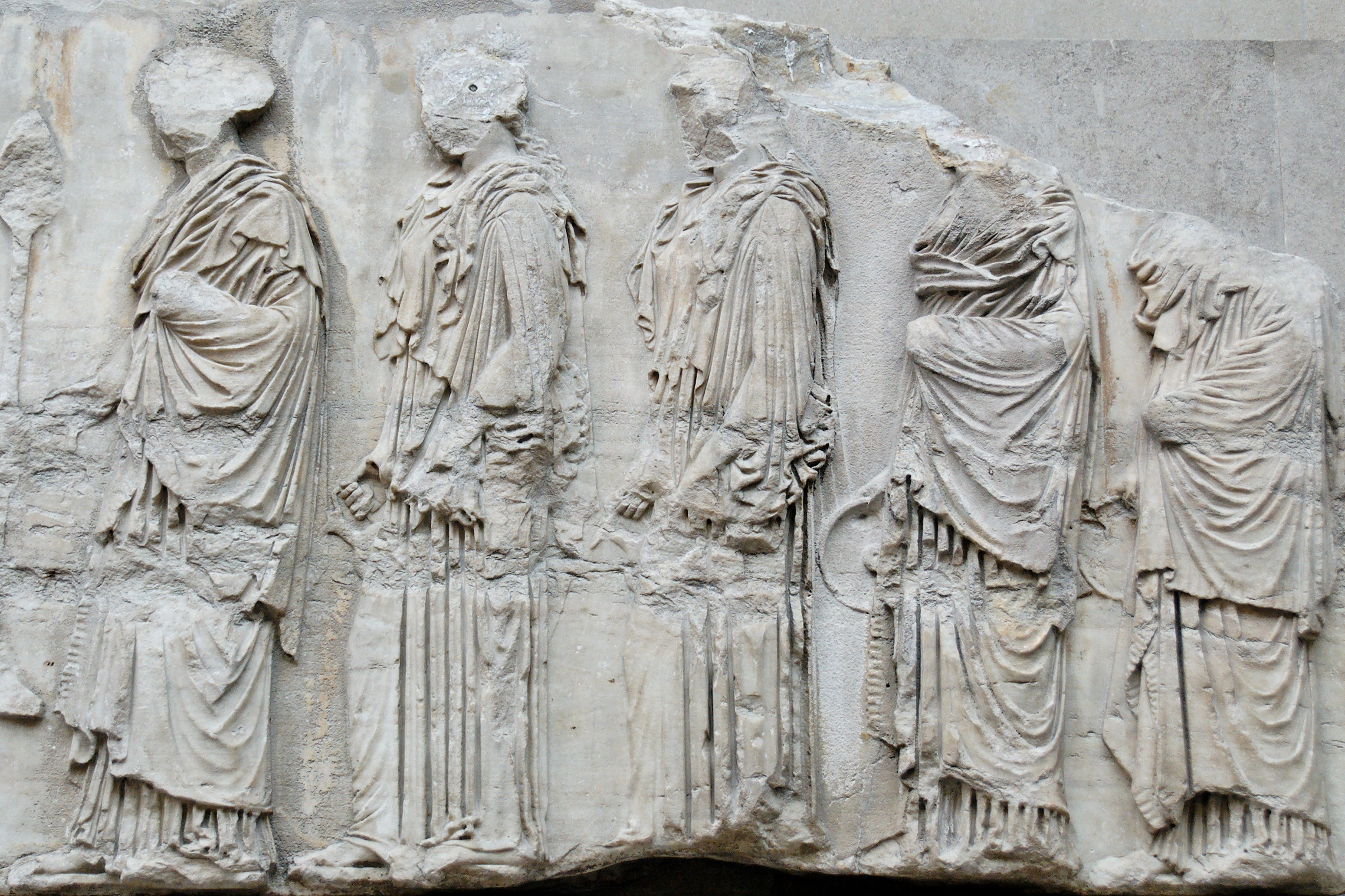
البانيثينايا يعد أهم إحتفال ديني في أثينا، كما توضح الرسوم الجدارية على حائط البارثيون شعائر الاحتفال حيث تسير الفتاة (على اليسار) حاملة البخور في يديها والباقيات يحملن الأباريق.

تُعد طائفة أثينا الدينية والتي سميت المدينة على اسمها من أهم الطوائف والتي كانت تعزز الأخلاق وتحافظ على التركيبة المجتمعية. لعبت النساء دوراً هاماً في الطائفة، حيث كانت الراهبات في أثينا يتمتعن بأهمية كبيرة كن يستخدمن نفوذهن في الساحة السياسية. ووفقاً لهيرودوت فإن معركة سالاميس قامت الراهبة بإخبار الناس أن الأفعى المقدسة، والتي تمكث في أكروبول، قد ذهبت مما حمل الناس على الرحيل.
كان باناثانيا هو المهرجان الأكثر أهمية في أثينا، حيث كان متاحاً للجنسين. وكان الاختلاط هو السمة الرئيسية حتى في أكر المشاهد قدسية وهي الأضحية. تمكن الأجانب من الحضور ولكن دورهم كان محدود وتابع لدور الأثنيين. حملت الفتيات العذارى السلات المقدسة. وجب كونها عذراء حتى لا يشك في أخلقه أحداً.
تم رفض أخت هارميديس كواحدة من تلك الفتيات الطاهرات، من قبل ابن بيرستراتس مما أدى إلى اغتياله لاحقا.
في كل عام بمناسبة هذا العيد تحيك نساء أثينا بيبلوس أو زي نسائي طويل. وفي كل عام يكون الزي أطول حتى أحيان يـُستخدم كشراع. حي تبدأ المهمة على أيدي فتاتين صغار في سن السابعة إلى الحادي عشر وتقوم بعدها عدة نساء بإنهاء المهمة.

### مهرجانات نسائية
كان التسمفوريا من أكثر المهرجانات شهرة حيث كانت تقام طقوس الخصوبة من قبل النساء من العائلات النبيلة لديميتر. أثناء الاحتفال تمكث النساء ثلاث أيام فوق تلال ديميتر لإجراء تلك الطقوس والشعائر. وعلى الرغم من عدم المعرفة بماهية تلك الطقوس والشعائر، ولكن كان يُضحي بالخنازير وتُدفن بقاياها مع مثيلتها من العام السابق.
كانت معظم الاحتفالات النسائية موجهة إلى الإله ديميتر، ولكن هناك ولائم أخرى لألهة أخرى مثل براورن وأرفوريا. تعتبر كلتا الوليمتين شعائر لكي تصبح الفتاة امرأة. أما عن وليمة براورن، فُتهدي الفتيات غير المتزوجات إلى أرتميس، والأخرى تقوم الفتيات اللاتي أمضين العام السابق في خدمة أثينا يتركن الأكروبول ويسيرن في طريق بجانب أفروديت يحملن سلال بها أشياء لا يعلمنها.

### مسرح

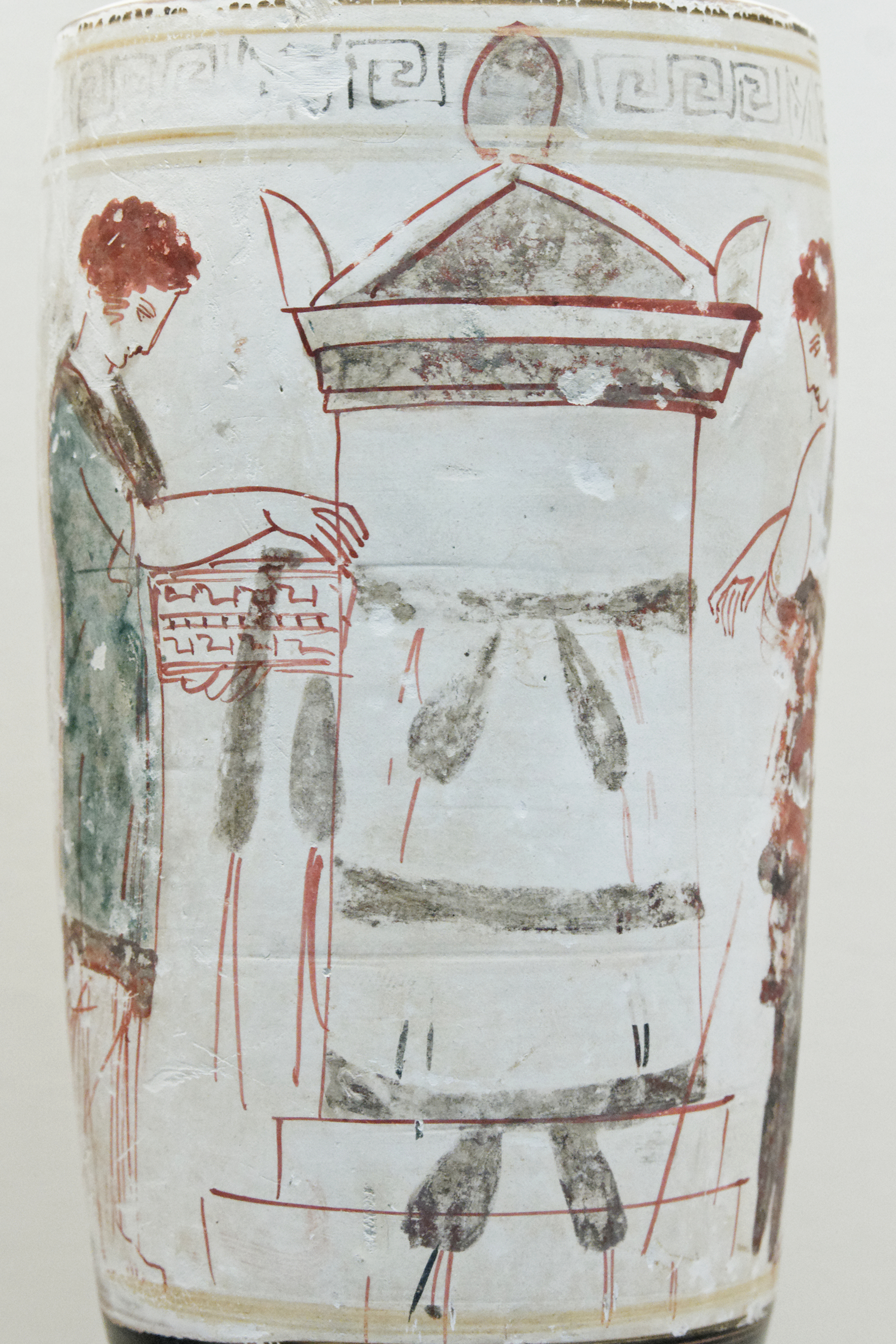
في أثينا الكلاسيكية كانت النساء تزور المقابر محملات بالهدايا كما يظهر على هذه الآنية.

اختلف الكلاسيكيون حول إمكانية المرأة الأثينية حضور عيد ديونيسيا ذو الخمسة أيام وعيد لينايا الذين أقيموا في مسرح ديونيسيوس. حيث يتمحور الاختلاف حول إذا ما كان المسرح مكان ديني أو مدني.
حول وجود المرأة في ذلك المجال يقول جيفري هندرسون مقتبسا بأعمال أفلاطون القوانين وغورغياس أن الأعمال المسرحية مُوجهة للرجال والنساء والأطفال. ويقتبس أيضاً من المسرح الأثيني حيث زرع عمل إسخيلوس الرعب في النساء الحوامل. يعد أيضاً غيان قوانين تمنع حضور النساء للأعمال المسرحية دليلاً على إمكانية حضورهم وكذلك أهمية دور المرأة في الشعائر خاصة إذا كانت تتعلق بديونيسوس.
وفي هذا السياق، قال سيمون جولدهيل أن دليل وجود النساء في هذه الأوقات غير أكيد. فقد كان يرى أن المسرح يوازي المجلس والمحكمة، فبالتالي يمكن أن ينعدم وجود النساء في تلك الأحوال. ويرد عليه ديفيد كواركو روزيللي أن على الرغم من صواب وجهة النظر المعارضة ولكن لا يعتبر المسرح حدث ديني. ويؤكد على حضور النساء ولكن كانوا يجلسنٌ منفصلات عن الرجال.

### ديانة خاصة
لعبت النساء دوراً هاماً فيما يتعلق بالأديان الفرعية فضلاً عن مشاركتها في أداء الطقوس الدينية الرئيسية في المجتمع الأثيني القديم. فقد شاركت النساء في الطقوس الخاصة بالتجهيز والاحتفال بالأعراس والزفاف. وحتى فيما يخص العزاء وطقوس الحداد. قبل الزواج، تهدي الفتيات لأرتميس ألعاب الطفولة أو خصلات من شعرهن. وأيضاً إلى غايا وأورانوس وإيرانيس، ألهة يونانية للانتقام، ومويراي وأخيراً لأسلافهنٌ. كان من العادات الاستحمام، وقد سُميت الفخارية المُستخدمة في حمل المياه لوتروفوروس والتي لاحقاً يتم إهدائها إلى حوراء. على سبيل المثال في مزار الحوراء على المنحدر الجنوبي من الأكروبولس في أثينا، تم اكتشاف العديد من شظايا اللوتروفوروس مدرج عليها كلمة حوراء.
حددت القوانين من لهم الحق في حضور جنازة المتوفي، فيجب أن يكون من أولاد العم أو الخال أو من الأقارب. تنظم النساء الجنائر والطقوس مستخدمين إساوس والذي كان من المصلين الكنائيسين وفقاً للقانون السكندري منفذاً وصايا الجدة فيما يتعلق بطريقة دفن الجد. استمرت هذه المسئولية حتى بعد الجنائز وتستمر معها العطايا والقرابين من قبل النساء للمتوفي. يزار الميت بعد اليوم الثالث والتاسع وبعد مرور عام من يوم الوفاة.

## النشاط الاقتصادي
تم تقييد النشاط التجاري للنساء في أثينا القديمة. يعتقد المؤرخون أن النساء لم يمتلكن التأثير الاقتصادي في أثينا. فكانت النساء تـُمنع من الدخول في أي عملية تجارية بأكثر من مديمنوس وهو ما يكفي من إطعام عائلة متوسطة لمدة ستة أيام. على الرغم من ذلك فقد سجل التاريخ حالة واحدة على الأقل تتعامل المرأة اليونانية بمبالغ كبيرة وتكتب ديبورا لو عن شكوكها في وجود مثل تلك القوانين. على الرغم من ذلك لم توجد أدلة على امتلاك المرأة في أثينا القديمة لعبيد أو أراضي والتي يعتبرون من أشكال الثروة في ذلك الوقت.
لم تمتلك النساء في ذلك الوقت الكثير من المال ولكن امتلكت مهور كبيرة بواسطتها كانت تعيل نفسها طوال حياتها. حيث كان العائد من تلك المهور كبيراً جداً. فإذا كانت قيمة المهر أعلى من قيمة ثروة زوجها كانت لها تأثير أكبر في البيت والمجتمع حيث كان من حقها أخذه في حالة الطلاق من الزوج. تستطيع أيضاً أخذ جزءاً من الميراث في حالة كونها الأقرب إلى المتوفي. ولكن لا يمكن أن تتعاقد لبيع أو شراء أية من الممتلكات.
وظلت نساء أثينا المتحفظات على مسافة بينهن وبين الرجال الغرباء والمواطنين معتبرين العمل شئ مهين لهنً. على الرغم من ذلك عملت المرأة سواء حرة أم عبدة في كثير من المجالات بداية من الأعمال المرتبطة بالمنزل كالغسيل والنسيج وأيضاً الأعمال غير المرتبطة بالمنزل كتصليح الأحذية وتلميع المعادن وغزل النسيج والخزف ومساعدة العرائس.
امتهنت بعض النساء التجارة، وجرم القانون الأثيني نقد أي من الجنسين جاء لبيع منتجاته في السوق.  بالإضافة إلى ذلك كانت تذهب لشراء البضائع على الرغم أن النساء ذوات الثروة كانوا يمتلكنٌ من العبيد ما يكفي لإرسالهم في المهمات الشرائية في مقابل أن النساء الفقيرات كانوا يذهبنٌ بأنفسهنٌ.

### الدعارة
كانت الدعارة في أثينا القديمة مقننة، وإن كانت مخزية، بل كان يتم دفع الضرائب على تلك الممارسات. انقسمت أنواع العاهرات إلى عاهرة للطبقة السفلى في المجتمع أو رفيقة لما هو أعلى. بالرغم من انتماء الكثيرين لطبقة العبيد أو الأجانب فإن النساء اللاتي ولدن في أثينا أيضاَ كانوا يعملون في ذاك المجال (بيوت الدعارة كانت تدار من قبل الحكومة حيث يزُعم كونها من إصلاحات الملك سولون. أما عن أساليب الدفع فكان يُدفع للعاهرة ستة أوبولات (عملة يونانية قديمة) أما عن الأخرى (الرفيقة) فكان يدفع لها على شكل خدمات لكيلا يقال أنه يدفع لها المال مقابل الجنس.
كانت تجلب العاهرات من قبل المضيف لإمتاع الضيوف كما نرى في الأعمال الفنية. كما رسمت العاهرات على أكواب الشراب كي يراها الرجال للترفيه. بالطبع تعرضت فتيات الرقص والعازفات للتحرش الجنسي، كما يوضح عمل أريستوفان أن إحدى الراقصات كانت تعامل كالعاهرة ونادى يوربيديس على حارس دراخما ليمارس الجنس معها.
في الجانب الأخر، كانت تعتبر الرفيقة أكثر استقلالية وثروة وتأثيراً على نساء اثينا القديمة، حيث تستطيع بقدرتها إنشاء علاقات مع كبيري القوم وأغناهم. تمتلك افضلهم الحق في اختيار زبونها، وفي بعض الأحيان تصبح محظيته.
كانت ترتكب عاهرات أثينا جرائم وأد الأطفال الصغار بمعدل أكبر من النساء المتزوجات، تعتقد سارة بوموري أنهم كانوا يفضلون الفتيات عن الصبية لكي يصبحوا عاهرات عند البلوغ. كانت تشتري العاهرات العبيد وتعلم الأطفال المنبوذين كيفية العمل في تلك المهنة.